# Теорія держави
Теорія держави, є частиною політичної філософії, котра незалежно від конкретної держави розглядає питання зовнішнього та внутрішнього визначення, появи та зникнення, форми, завдання та цілі держави, а також її інституційні, соціальні, етичні та юридичні умови та границі. Торкається багатогранних аспектів, що стосуються філософії, теології, політології, правознавства, дипломатії, соціології та макроекономіки.

## Загальні принципи
Існує декілька теорій держави, проте усім їм притаманні деякі спільні принципи.
Теорія держави може основуватись на різних декількох підставах:
- історична дійсність державної системи, що описує, узаконює або критикує її
- теоретичний ідеал політичного порядку (державна утопія)
- економічних або політично-соціальних структур влади
- етичної ідеї, зокрема виведення прав людини та розмежування гілок влади
- божий, природний або договірний порядок

В залежності від історичної доби суб'єктами теорії держави можуть бути:
- суверен
- держава, як абстрактна особа
- народ
- індивідуум
- соціальний клас
- спільнота діючих суб'єктів економіки

Ці суб'єкти є водночас об'єктами теорії держави, якщо в конструкції держави повинні узгоджуватись свобода та порядок, наприклад як правова держава або рівноправна держава. Теорія відображає також розподіл завдань та влади у державі, (наприклад: законотворництво, виконавство та правосуддя) так само як і можливе та існоююче здійснення інтересів різних груп, що взаємно існують у державі.